# 上毛野三千
上毛野 三千（かみつけの の みちぢ）は、飛鳥時代の豪族。姓は君。冠位は大錦下。

## 経歴
上毛野朝臣氏については、『新撰姓氏録』左京皇別・右京皇別に下毛野朝臣氏と同祖とあり、『日本書紀』の記述からも崇神天皇の長男の豊城入彦命の子孫とされている。
『書紀』巻第二十九によると、天武天皇10年（681年）3月に天皇は大極殿（おおあんどの）から詔して、『帝紀』（すめらみことのふみ、天皇系譜の記録）と上古（いにしえ）の諸事（もろもろのこと）の記定作業を命じている。この撰定者の中で、三千の名前は川嶋皇子・忍壁皇子らに次ぐ七番目に記載されており、皇族以外の人臣としては一番目に当たる。この時の位階は大錦下（たいきんげ）であった。
しかし、この事業は完成せず、同年8月、三千はこの世を去った。
天武天皇13年（684年）11月の八色の姓で、上毛野君氏は一族の稚子の奮戦や三千の労など、長年朝廷に尽くしてきたことにより「朝臣」の姓を授与されている。